# اکوتیوفات
اکوتیوفات (انگلیسی: Echothiophate) (فسفولین) یک مهارکننده استیل‌کولین استراز برگشت‌ناپذیر است.

## کاربرد
این دارو به عنوان یک ضد فشار درون چشمی در درمان گلوکوم مزمن و در برخی موارد ازوتروپی سازگار استفاده می‌شود. این دارو تحت چندین نام تجاری مانند فسفولین یدید (Wyeth-Ayerst) موجود است.
اکوتیوفات به طور برگشت‌ناپذیر به کولین استراز متصل می‌شود. به دلیل سرعت بسیار آهسته‌ای که اکوتیوفات توسط کولین استراز هیدرولیز می‌شود اثرات آن می‌تواند یک هفته یا بیشتر باقی بماند. عوارض جانبی آن شامل اسپاسم عضلانی و سایر اثرات سیستمیک است.

## مکانیسم عمل
به طور کووالانسی توسط گروه فسفات خود به گروه سرین در محل فعال کولین استراز متصل می‌شود. پس از اتصال، آنزیم برای همیشه غیرفعال است و سلول باید آنزیم‌های جدیدی بسازد.